# 卡尔·科勒
卡尔·科勒（德語：Karl Koller，1929年2月9日—2009年1月24日），奥地利男子足球运动员。他曾代表奥地利国家队参加1954年和1958年国际足联世界杯，其中1954年世界杯获得第三名。